# 比戈灣
65°43′S 64°30′W / 65.717°S 64.500°W
比戈灣（英語：Bigo Bay）是南極洲的海灣，位於葛拉漢地西岸，處於加西亞角和馬尼耶峰之間，長15公里、寬11公里，由法國探險隊發現，現時由南極條約體系管理。